# Liste der Biografien/Kuv
Liste der Biografien |
Portal Biografien |
Personensuche
# |
A |
B |
C |
D |
E |
F |
G |
H |
I |
J |
K |
L |
M |
N |
O |
P |
Q |
R |
S |
T |
U |
V |
W |
X |
Y |
Z |
?
 
Ka |
Kb |
Kc |
Kd |
Ke |
Kf |
Kg |
Kh |
Ki |
Kj |
Kl |
Km |
Kn |
Ko |
Kp |
Kr |
Ks |
Kt |
Ku |
Kv |
Kw |
Ky |
Kx |
Kz
 
Kua |
Kub |
Kuc |
Kud |
Kue |
Kuf |
Kug |
Kuh |
Kui |
Kuj |
Kuk |
Kul |
Kum |
Kun |
Kuo |
Kup |
Kuq |
Kur |
Kus |
Kut |
Kuu |
Kuv |
Kuw |
Kux |
Kuy |
Kuz
Die Liste der Biografien führt alle Personen auf, die in der deutschsprachigen Wikipedia einen Artikel haben. Dieses ist eine Teilliste mit 11 Einträgen von Personen, deren Namen mit den Buchstaben „Kuv“ beginnt.

## Kuv

### Kuva
- Kuvaja, Eino (1906–1975), finnischer Offizier und Skisportler
- Kuvaja, Pekka (1921–2003), finnischer Skilangläufer
- Kuvalayananda (1883–1966), indischer Yogameister
- Kuvalja, Tanasije (* 1941), jugoslawischer Radrennfahrer
- Kuvancı, Yeliz (* 1987), türkische Schauspielerin

### Kuve
- Kuveiller, Luigi (1927–2013), italienischer Kameramann
- Küveler, Gerd (1950–2020), deutscher Hochschullehrer
- Küveler, Jan (* 1979), deutscher Journalist und Autor
- Kuvempu (1904–1994), indischer Dichter, Schriftsteller, Dramatiker, Kritiker und Philosoph
- Küver, Camilla (* 2003), deutsche Fußballspielerin
- Küver, Heinrich (1889–1983), deutscher Politiker (DHP/DP), MdL